# Szilas-patak
Le Szilas-patak est un ruisseau de Hongrie, affluent du Danube. Il prend sa source dans le massif de Gödöllő et s'écoule ensuite vers l'ouest, traversant les localités de Kerepes, Kistarcsa, Nagytarcsa et les 16e, 15e et 4e arrondissements de Budapest.